# Lysandra cuneomarginata
Lysandra cuneomarginata är en fjärilsart som beskrevs av Tutt 1909. Lysandra cuneomarginata ingår i släktet Lysandra och familjen juvelvingar. Inga underarter finns listade i Catalogue of Life.